# Dąbrowa (powiat opatowski)
Dąbrowa – wieś w Polsce położona w województwie świętokrzyskim, w powiecie opatowskim, w gminie Tarłów.
W latach 1975–1998 miejscowość należała administracyjnie do województwa tarnobrzeskiego.